# 阮慶
阮慶（發音：[ŋwiəŋ˨˩˦ kʰan˦˥]；1927年11月8日—2013年1月11日），越南共和国政治人物。

## 生平
阮慶青年时从军，曾在莱文袄恩军营接受美军的军训，后历任越南共和國陸軍师长和军长，1963年11月发动反吳廷琰的军事政变，成为军事政权的领导人之一。1964年1月再度发动政变，推翻杨文明政权，出任军人革命委员会主席，同年10月改任总理，到1965年6月下台，隨後流亡國外。阮文紹將軍取代了阮慶的地位。
2005年1月2日，阮慶獲選為反共政治組織「自由越南临时政府」的臨時總統。
2013年1月11日，阮慶在美国加利福尼亚州的一家医院因糖尿病医治无效而逝世，享年86岁。